# Бебі-бум (фільм)
«Бебі-бум» — кінофільм режисера Чарльза Шайера, що вийшов на екрани в 1987.

## Зміст
Ділова жінка, шалено зайнята на роботі, змушена круто змінити своє життя, коли у неї на руках виявляється крихітна  грудочка в пелюшках, що плаче.  Жінка бігає між немовлям, босом і «другом родини» і знаходить заспокоєння, тільки виїхавши за місто, де зустрічає чудового чоловіка - місцевого ветеринара. Серед нескінченних турбот про дитину нарешті з'являється час для кохання.

## Ролі
| Актор            | Роль |
| ---------------- | ---- |
| Даян Кітон       | -    |
| Сем Шепард       | -    |
| Гарольд Реміс    | -    |
| Христина Кеннеді | -    |
| Мішель Кеннеді   | -    |
| Сем Вонамейкер   | -    |
| Джеймс Спейдер   | -    |
| Пет Гінгл        | -    |
| Брітт Ліч        | -    |
| Лінда Еллербі    | -    |

## Знімальна група
- Режисер — Чарльз Шайер
- Сценарист — Ненсі Майерс, Чарльз Шайер
- Продюсер — Брюс А. Блок, Ненсі Майерс
- Композитор — Білл Конті